# Karpacko-Galicyjski Szlak Naftowy

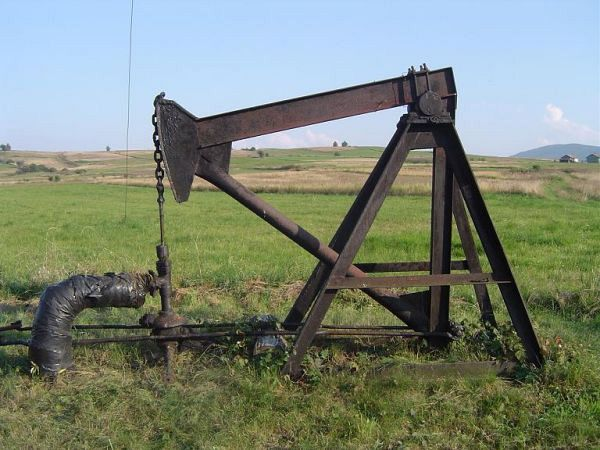
Jeden z zabytkowych kiwonów w Krygu

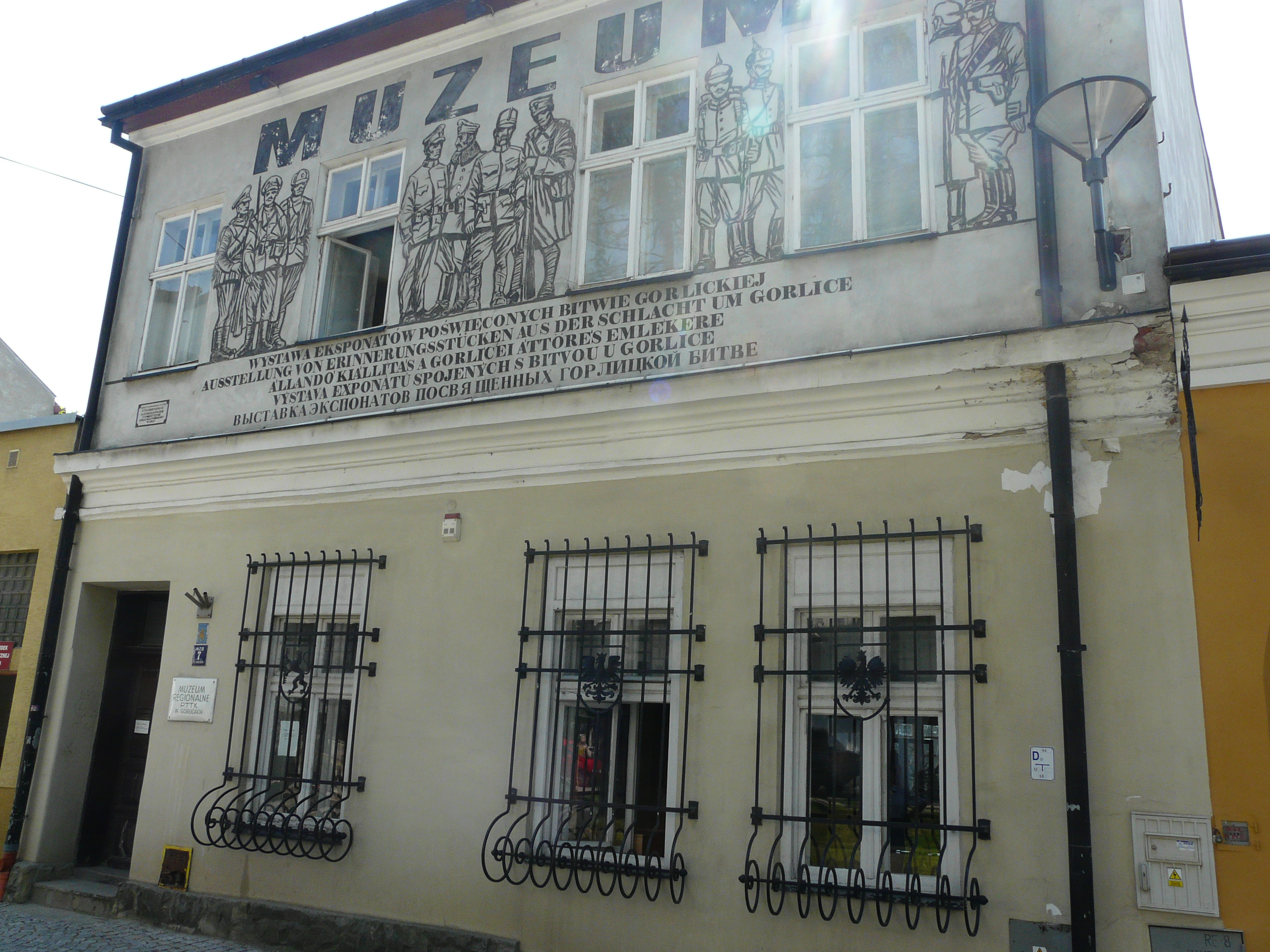
Muzeum Regionalne PTTK w Gorlicach

Karpacko-Galicyjski Szlak Naftowy – szlak będący początkiem odcinku transgranicznego szlaku naftowego (Gorlickie Zagłębie Naftowe) biegnącego od Gorlic poprzez Jasło, Krosno, Sanok i Ustrzyki Dolne na teren Ukrainy – do Borysławia, Drohobycza oraz Lwowa.
Szlak ma na celu ocalenie od zapomnienia reliktów przemysłu naftowego, który w powiecie gorlickim rozwijał się od 2. połowy XIX wieku.
Szlak Naftowy na Ziemi Gorlickiej jest oznakowany m.in. za pomocą tablic informacyjnych. W Polsce szlak przebiega przez 13 miejscowości: Gorlice, Sękową, Ropicę Polską, Szymbark, Ropę, Łosie, Bielankę, Siary, Sękową, Kryg, Kobylankę, Lipinki, Libuszę oraz Zagórzany.

## Obiekty znajdujące się na szlaku

Mauzoleum rodziny Skrzyńskich przy pałacu w Zagórzanach

- była pracownia i apteka Ignacego Łukasiewicza znajdująca się w budynku Ratuszu w Gorlicach (Rynek 2, Gorlice)[2]
- Rekonstrukcja pierwszej na świecie lampy naftowej (skrzyżowanie ulic Kościuszki i Węgierskiej w Gorlicach) z 1854 roku[3]
- Muzeum Regionalne PTTK w Gorlicach (ul. Wąska 7-9, Gorlice)[4]
- Skansen Przemysłu Naftowego „Magdalena” (ul. Lipowa, Gorlice)[5]
- Zabytkowe kiwony w Sękowej.

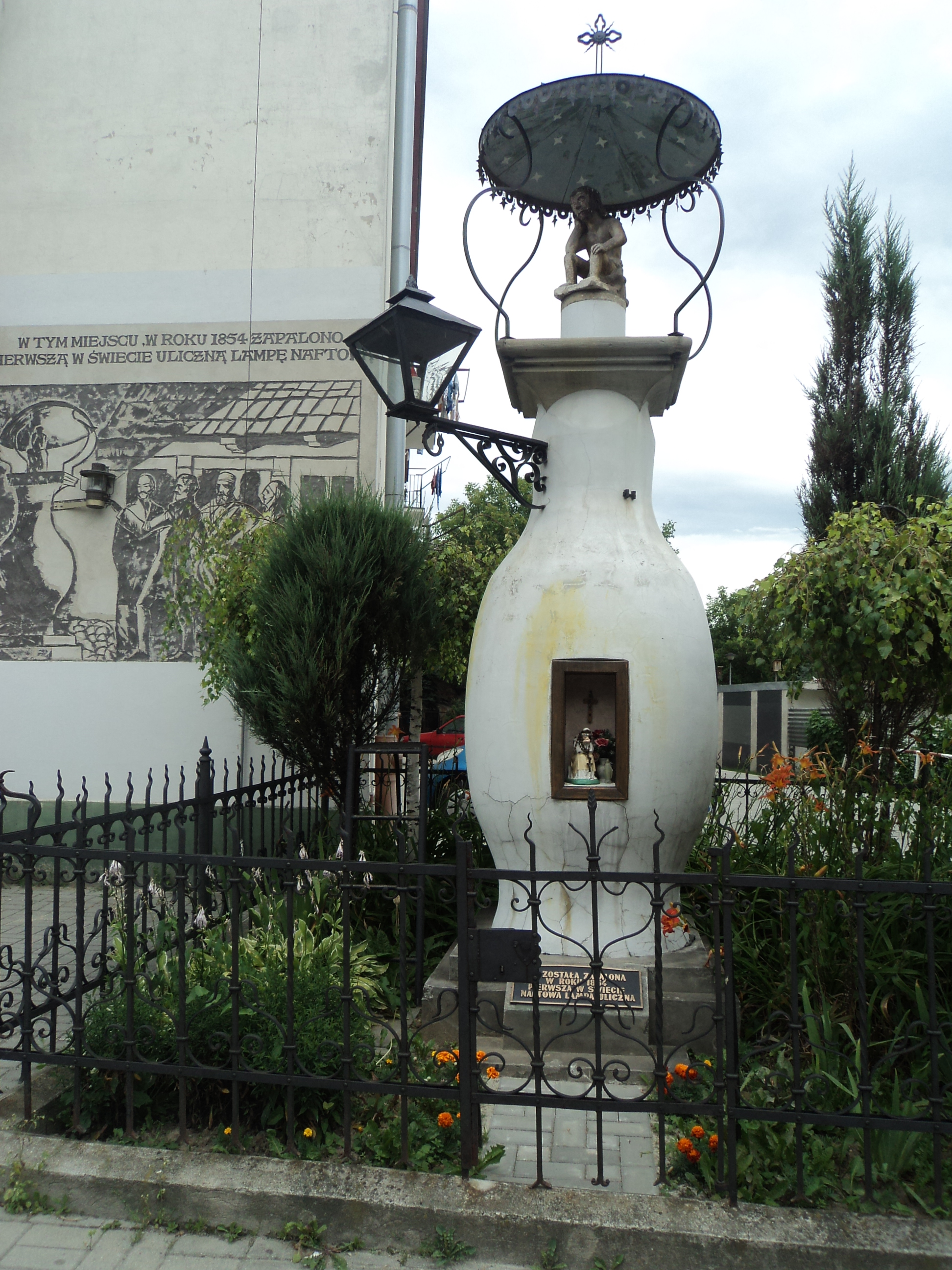
Gorlice. Lampa Łukasiewicza z 1850 r. Obecnie kapliczka

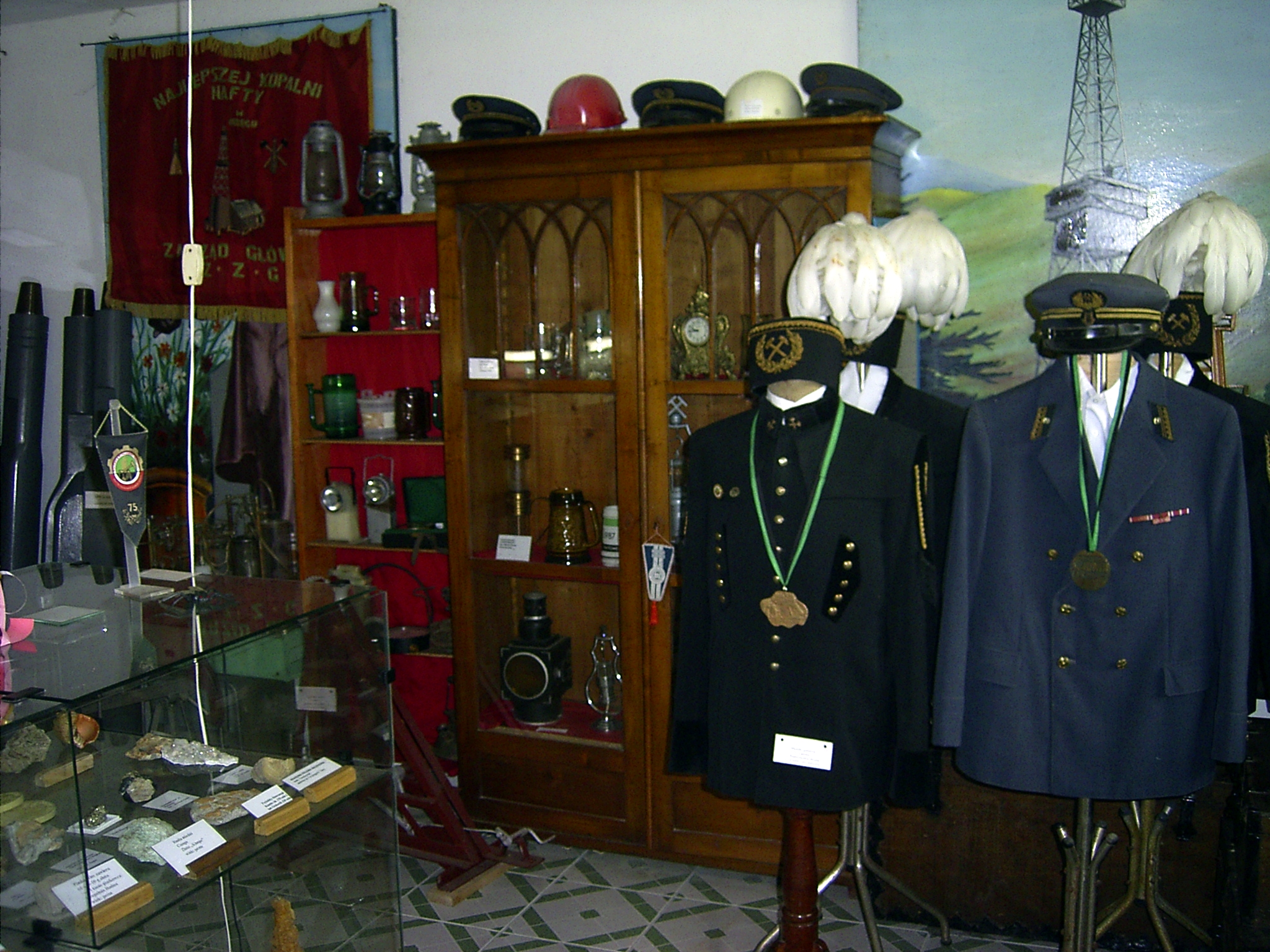
Muzeum Przemysłu Naftowego i Etnografii w Libuszy

- Figurka św. Barbary (Ropica Polska)[6]
- Słup sygnalizacyjny na ropę pochodzący ze średniowiecza. Obecnie kapliczka (Szymbark)[7]
- XIX wieczna destylarnia Ignacego Łukasiewicza w Jaśle[8]
- Skansen Zagroda maziarska w Łosiu[9]
- filia Muzeum Dworu Karwacjanów i Gładyszów w Łosiu[10]
- Otwory wiertnicze w Siarach[10]
- Pomnik Władysława Długosza w Sękowej[11]
- Muzeum Przemysłu Naftowego i Gazowniczego im. Ignacego Łukasiewicza w Bóbrce[12]
- Kopalnia ropy naftowej w Bóbrce
- Liczne kiwony i kopalnie ropy naftowej w Krygu[13]
- Izba pamięci w Szkole podstawowej im. Ignacego Łukasiewicza w Krygu[14]
- Figura św. Barbary w Krygu[15]
- Witraże ufundowane przez nafciarzy w Kościele parafialnym pw. NMP Królowej Polski w Krygu.
- Kaplica dworska ufundowana przez, hr. Marię Wielopolską (Kobylanka)[16]
- Czynna kopalnia ropy w Kobylance[17]
- Kopalnia „Anna” w Lipinkach[18]
- Muzeum Przemysłu Naftowego i Etnografii w Libuszy[18].
- Piramidalne mauzoleum hrabiów Skrzyńskich w Zagórzanach[19]